# Château de Koluvere
Le château de Koluvere est un château estonien sis à Koluvere (Kullamaa).

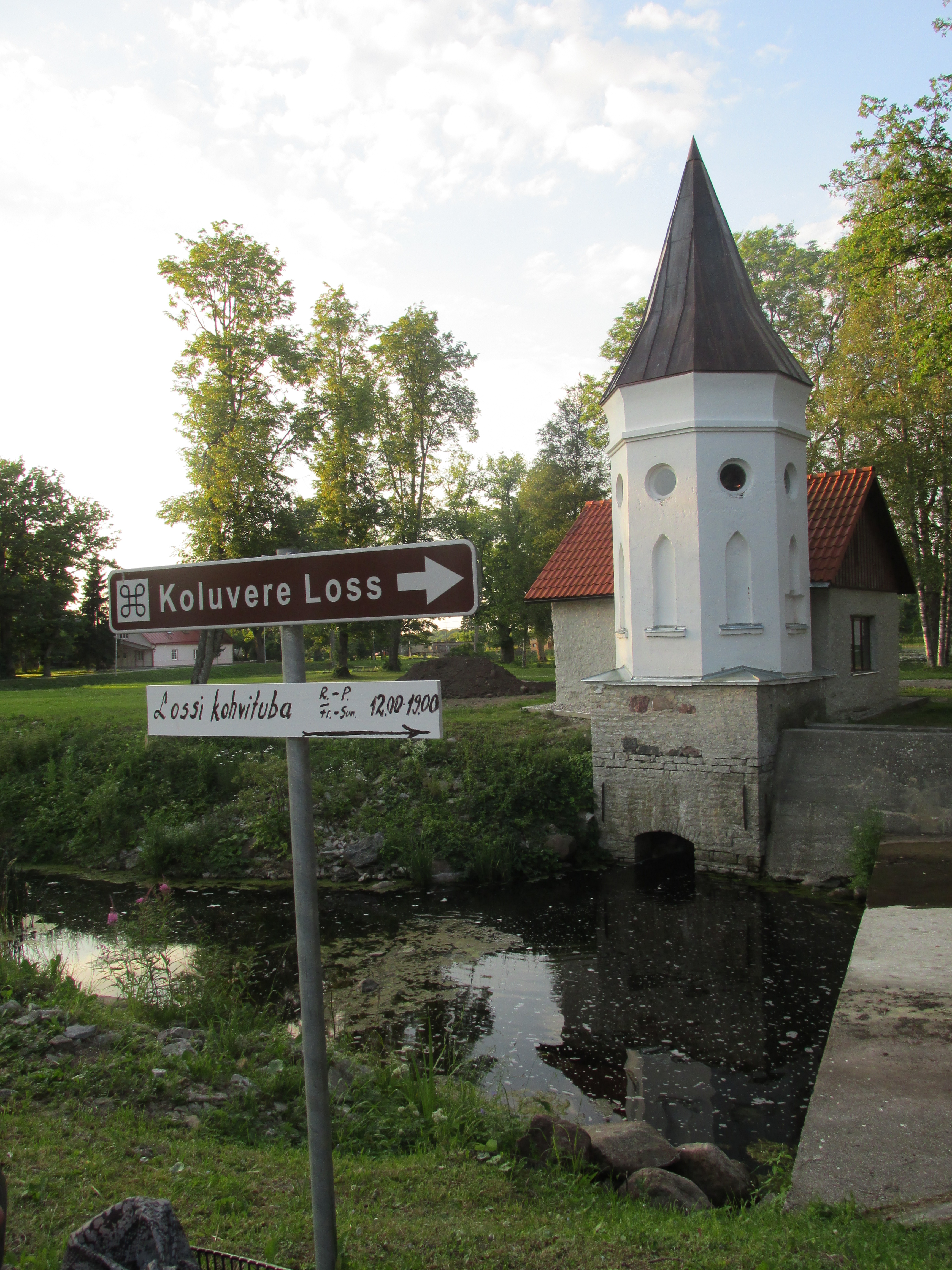